# Годави
Годави (пол. Godawy, нім. Nettelbeck) — село в Польщі, у гміні Гонсава Жнінського повіту Куявсько-Поморського воєводства.
Населення — 252 особи (2011).
У 1975-1998 роках село належало до Бидгоського воєводства.

## Демографія
Демографічна структура станом на 31 березня 2011 року:
|          | Загалом | Допрацездатний вік | Працездатний вік | Постпрацездатний вік |
| -------- | ------- | ------------------ | ---------------- | -------------------- |
| Чоловіки | 133     | 29                 | 92               | 12                   |
| Жінки    | 119     | 24                 | 71               | 24                   |
| Разом    | 252     | 53                 | 163              | 36                   |